# Šidlovy skalky
Šidlovy skalky jsou přírodní památka poblíž obce Olbramovice v okrese Znojmo v nadmořské výšce 300–325 metrů. Chráněné území je v péči Krajského úřadu Jihomoravského kraje.

## Předmět ochrany
Důvodem ochrany jsou společenstva vřesovišť a teplomilných formací.

## Galerie

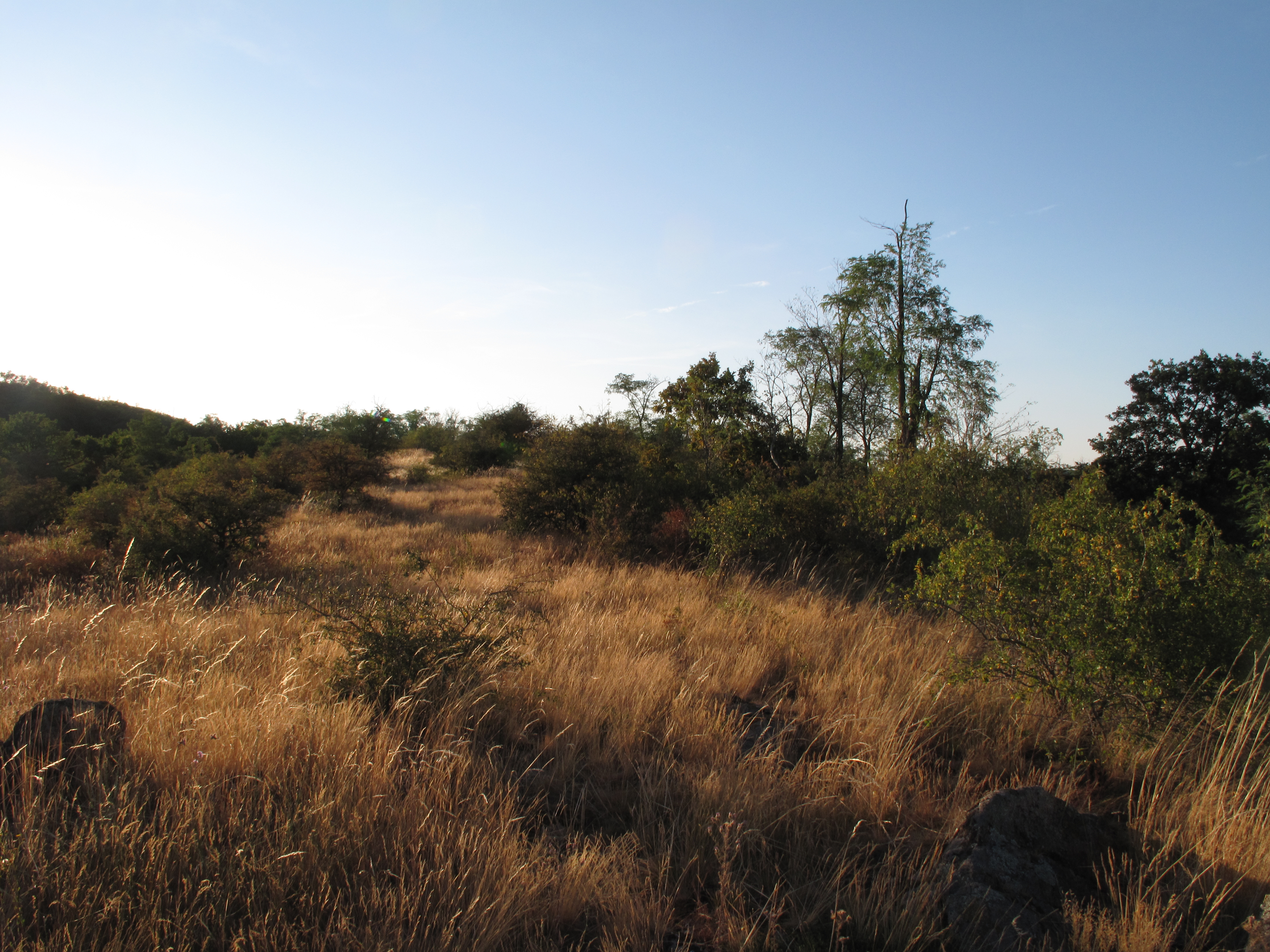
Celkový pohled
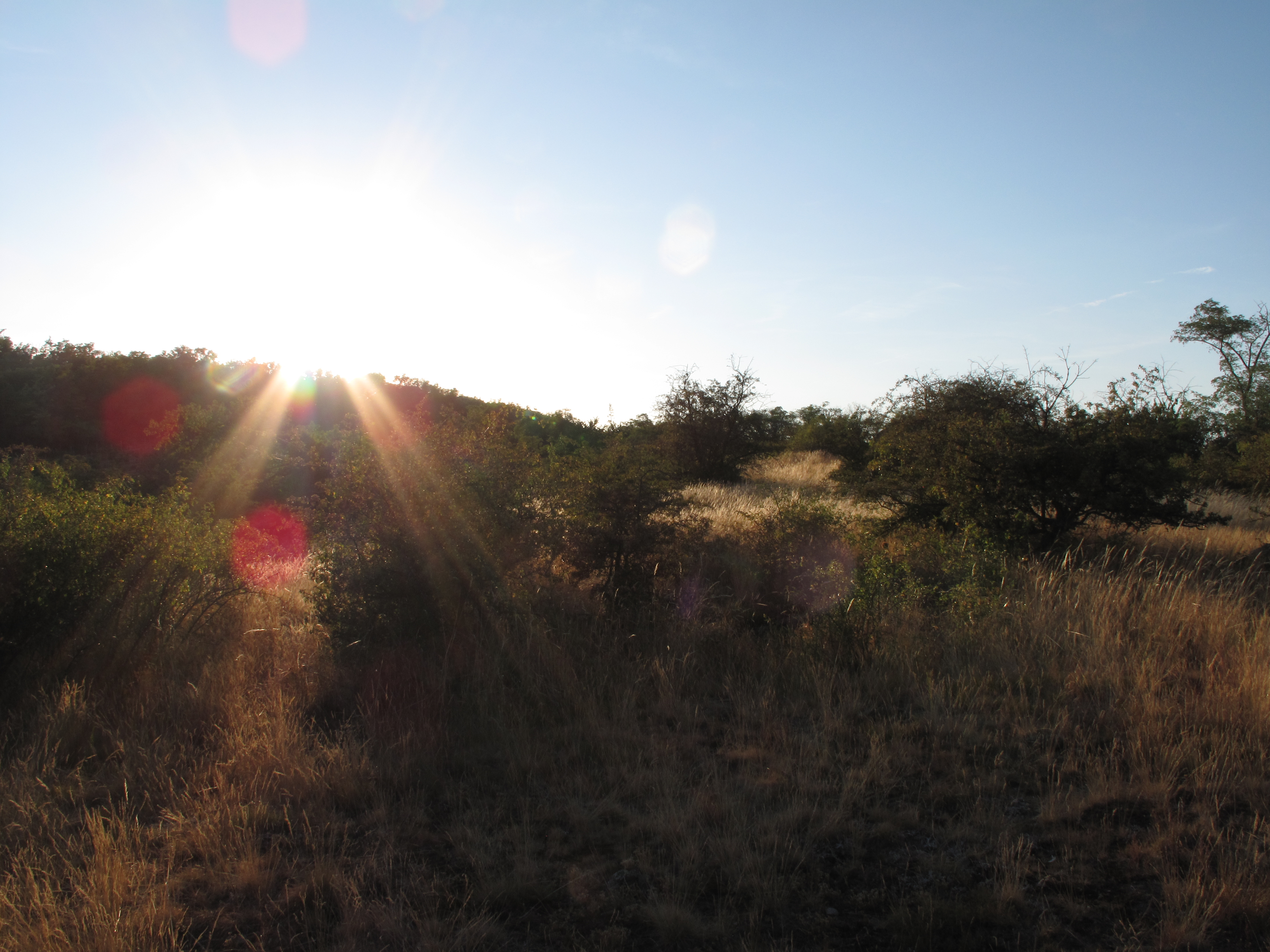
Západ slunce
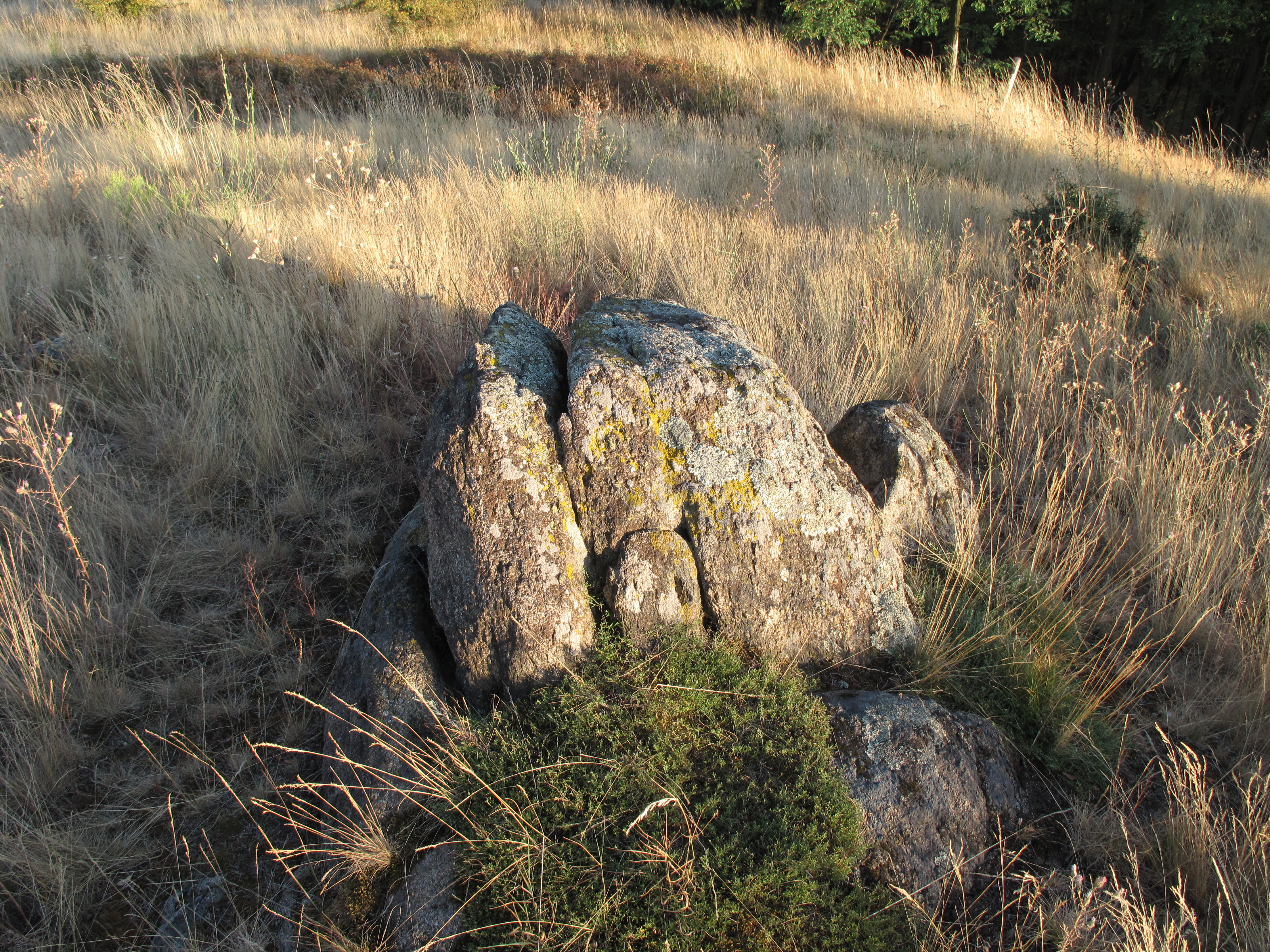
Skála
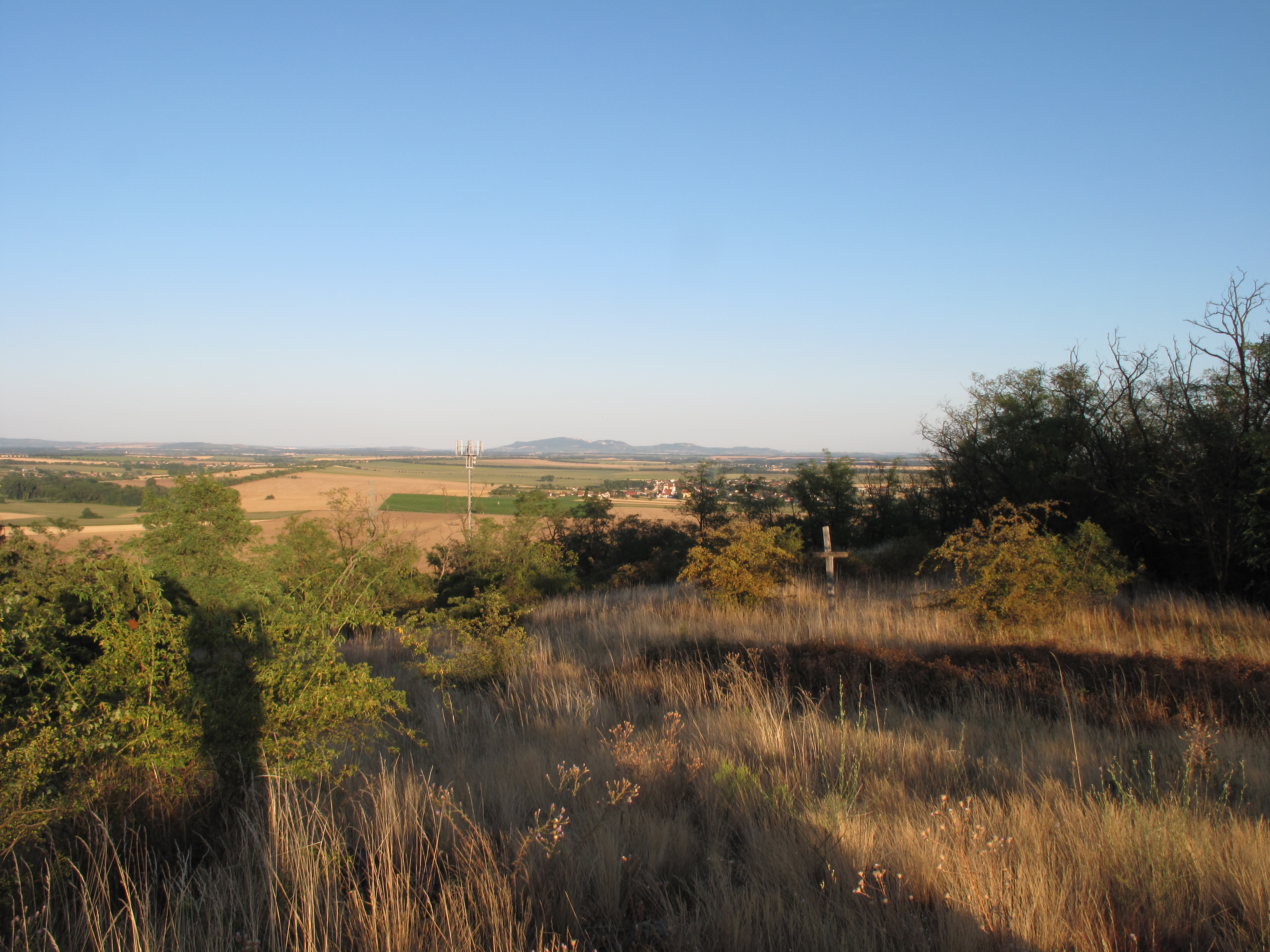
Kříž a výhled